# We zullen doorgaan
Wij zullen doorgaan is een lied van de Nederlandse zanger Ramses Shaffy. Het lied behoort met Zing, vecht, huil, bid, lach, werk en bewonder en Sammy tot zijn bekendste liederen.

## Versies
Het lied verscheen voor het eerst op plaat op het album Wij zullen doorgaan (1972), in een versie waarbij Shaffy solo zingt. Drie jaar later nam hij het nummer opnieuw op, maar ditmaal met vocale begeleiding door het koor De Stem des Volks onder leiding van Bertus van der Vliet op het album We leven nog (1975). Deze versie is de bekendste en populairste uitvoering van het nummer en werd dat jaar als single dan ook een grote hit. Deze versie werd geproduceerd en gearrangeerd door Chris Pilgram.

## Hitlijstnotering
De single stond in 1975 5 weken in de Nederlandse Top 40 en bereikte met een dertiende plaats zijn hoogste notering. In de Nationale Hitparade kwam Wij zullen Doorgaan niet verder dan nummer 22; het stond 5 weken in de hitlijst van Hilversum 3.

## In populaire cultuur
Al in 1975 werd het lied geparodieerd, meer bepaald als Doorgaan door André van Duin. Van Duin voegde met de zinswending 'tot we aan het gaatje zijn' (namelijk van de single of langspeelplaat) een nieuwe uitdrukking aan de Nederlandse taal toe. Voor Op losse groeven werd een videoclip van het nummer opgenomen waarbij Van Duin verkleed als dirigent eerst in de branding van de Noordzee optrad en daarna op het strand. Het werd met de zesde plaats in de Nationale Hitparade een grotere hit dan de oorspronkelijke versie van Shaffy.
Wij zullen doorgaan werd ook gespeeld als afsluiter van de laatste aflevering van de Vlaamse culttelevisiereeks Schalkse Ruiters op beelden uit de voorbije afleveringen, alle in slow motion afgespeeld. Bart De Pauw en Tom Lenaerts speelden het nummer geregeld tijdens de opnamen.
Ook in in de laatste aflevering van Schaep Ahoy was Wij zullen doorgaan het afsluitende nummer. Hier werd het ten gehore gebracht door onder anderen Loes Luca, Jenny Arean en Guy Clemens.

## NPO Radio 2 Top 2000
| Nummer met noteringen in de NPO Radio 2 Top 2000 | '03  | '04  | '05  | '06  | '07  | '08  | '09 | '10  | '11  | '12  | '13  | '14  | '15  | '16  | '17  | '18  | '19  | '20  | '21  | '22  | '23  | '24  |
| ------------------------------------------------ | ---- | ---- | ---- | ---- | ---- | ---- | --- | ---- | ---- | ---- | ---- | ---- | ---- | ---- | ---- | ---- | ---- | ---- | ---- | ---- | ---- | ---- |
| Wij zullen doorgaan                              | 1587 | 1526 | 1540 | 1480 | 1601 | 1628 | 174 | 1120 | 1044 | 1593 | 1400 | 1662 | 1592 | 1809 | 1896 | 1919 | 1294 | 1454 | 1472 | 1853 | 1855 | 1794 |

1. ↑  Een vetgedrukt getal geeft de hoogste notering aan.
2. ↑  2003 was het eerste jaar met een notering voor dit nummer.